# Hypothyris manaos
Hypothyris manaos är en fjärilsart som beskrevs av Bates 1862. Hypothyris manaos ingår i släktet Hypothyris och familjen praktfjärilar. Inga underarter finns listade i Catalogue of Life.